# Politisches System Aserbaidschans
Das Politische System Aserbaidschans ist seit 1992 geprägt vom autoritären Führungsstil der aserbaidschanischen Präsidenten und durch Korruption unterminiert. Das erdölreiche Land ist seit dem 18. Oktober 1991 von der Sowjetunion unabhängig. Nach der Verfassung von 1995 ist Aserbaidschan eine Republik mit einem präsidentiellen Regierungssystem, besitzt aber auch gleichzeitig das Amt des Ministerpräsidenten.
Die Institutionen und die Aufgabenverteilung werden durch die Verfassung der Republik Aserbaidschan geregelt. Über die Einhaltung der Verfassung wacht das Verfassungsgericht der Republik Aserbaidschan. Die gesetzgebende Gewalt übt die Nationalversammlung (Einkammerparlament) aus.
Im Demokratieindex des Jahres 2019 der Zeitschrift The Economist steht Aserbaidschan weltweit auf Platz 146 von 167 Ländern und zählt somit zu den autoritären Regimen. Die Einordnung wird von politikwissenschaftlichen Messungen wie etwa dem Polity-IV-Index und dem Bertelsmann Transformation Index bestätigt.

## Politische Geschichte
Aserbaidschan wurde bereits 1918 vom Russischen Reich unabhängig und etablierte sich als Aserbaidschanische Demokratische Republik. Es wurde ein Parlament errichtet und die Frauenrechte gestärkt. Die ethnischen Minderheiten der Russen, der Juden, der Deutschen und sogar der Armenier erhielten Sitze im aserbaidschanischen Parlament. Von 1921 bis 1991 war Aserbaidschan Teil der Sowjetunion (ab 1936 eine eigene Unionsrepublik, die Aserbaidschanische SSR) und wurde von der kommunistischen Partei regiert. Am 23. September 1989 erfolgte die Souveränitätserklärung, 1991 folgte die Unabhängigkeit.

## Verfassung
Die Aserbaidschanische Verfassung wurde am 12. November 1995 per Referendum verabschiedet. Sie definiert Aserbaidschan als Republik mit Präsidialsystem und besitzt einen recht umfassenden Menschenrechtskatalog. Für die Verfassungsbeschwerden gibt es auch ein Verfassungsgericht. Die Verfassung wurde zuletzt 2002 novelliert. Die Staatsgewalt wird auf der Grundlage des Prinzips der Gewaltenteilung organisiert.

## Institutionen

### Staatsoberhaupt
Das Staatsoberhaupt des Landes ist der Staatspräsident. Er ist mit weitgehenden exekutiven Vollmachten ausgestattet und wird nach einem Verfassungsreferendum im Jahr 2016 jeweils auf sieben Jahre (vorher fünf) direkt in einer allgemeinen Wahl gewählt. Die Amtszeit des Präsidenten ist seit 2009 nicht mehr auf zwei Amtsperioden begrenzt und kann in Zeiten nicht genauer definierter militärischer Operationen bis zum Ende dieser Operationen verlängert werden. Der Präsident ernennt die Regierung und den Ministerpräsidenten. Dazu hat er das Gesetzesinitiativrecht und kann Rechtsverordnungen erlassen. Amtsinhaber ist seit Oktober 2003 İlham Əliyev. Er folgte auf seinen Vater, Heydər Əliyev, der durch einen Militärputsch an die Macht gekommen war. Mit dem Verfassungsreferendum im Jahr 2016 wurde auch das Amt eines Vizepräsidenten eingerichtet. Dieses Amt soll die präsidentale Macht und die Fortführung der Amtsgeschäfte sichern, wenn der Präsident dazu nicht in der Lage ist. Im Februar 2017 übernahm dieses Amt İlham Əliyevs Ehefrau Mehriban Əliyeva. Dem Präsidenten untersteht das Präsidialamt von Aserbaidschan.

### Regierung
Die Regierung Aserbaidschans steht unter Vorsitz des Ministerpräsidenten. Der Regierungschef ist der Ministerpräsident, derzeit ist es Əli Əsədov. Der aserbaidschanische Ministerpräsident ist zudem der Vertreter des Präsidenten. Die Regierung ist allein dem Präsidenten verantwortlich. Der aserbaidschanische Außenminister ist zurzeit Elmar Məmmədyarov.

### Parlament
In die Nationalversammlung werden 125 Abgeordnete auf der Grundlage des Mehrheitswahlsystems und von allgemeinen, gleichen und direkten Wahlen in freier, persönlicher und geheimer Abstimmung für fünf Jahre gewählt. Ein Sitz wird für Vertreter des Wahlkreises Bergkarabach freigehalten. Das Parlament kann durch den Präsidenten aufgelöst werden, welcher dem Parlament nicht verantwortlich ist.
Seit den Wahlen vom November 2005 wird das Parlament von der Partei Neues Aserbaidschan des Präsidenten İlham Əliyev dominiert. Parlamentspräsident ist Oqtay Asadov, seine Vertreter sind der Erste Stellvertretende Parlamentspräsident Ziyafat Askerov sowie die zwei Stellvertretenden Parlamentspräsidenten Bachar Muradova und Valeh Aleskerov.

### Gerichtsbarkeit
Der Oberste Gerichtshof Aserbaidschans ist die höchste juristische Instanz im Land und hat das Gesetzesinitiativrecht.
Das Verfassungsgericht Aserbaidschans wurde am 4. Juli 1998 gegründet. Es besteht aus neun Richtern. Das aserbaidschanische Verfassungsgericht kann den Präsidenten aufgrund von schwersten Amtsvergehen entlassen. Es erkannte das Wahlergebnis der Parlamentswahl 2005 in zehn Wahlkreisen nicht an. Für die Bürger des Landes besteht außerdem die Möglichkeit der Individualklage.
Die Richter des Wirtschaftsgerichtes werden wie das Verfassungsgericht und das Oberste Gericht durch das Vorschlagsrecht des Präsidenten von ihm ernannt.
Das Land Aserbaidschan hat ein Mehrparteiensystem. Die derzeitige Regierungspartei ist die Partei Neues Aserbaidschan, die eine Nachfolgepartei der früheren Kommunistischen Partei der Aserbaidschanischen Sozialistischen Sowjetrepublik ist. Die wichtigsten Oppositionsparteien sind die Aserbaidschanische Hoffnungspartei und die Volksfront-Partei Aserbaidschans (Reformflügel), deren Vorsitzender Ali Karimli ist. Die älteste Partei Aserbaidschans ist die Müsawat-Partei. Ihr Vorsitzender ist Isa Gambar. Als weiteren Vertreter des Mehrparteiensystems gibt es noch die Partei der nationalen Unabhängigkeit (Istiklal) von Etibar Mammadov. Als Verfechter des Kommunismus hingegen existieren die kommunistischen Parteien, wie die Aserbaidschanische Kommunistische Partei.

## Wahlen
Die erste und einzige demokratische Wahl in der Geschichte Aserbaidschans seit 1989 war die Präsidentschaftswahl von 1992. In dieser Wahl gewann Əbülfəz Elçibəy die Wahlen. Sein Vorgänger war Ayaz Mütallibow. Alle Wahlen, die seit der Machtübernahme Heydər Əliyevs stattgefunden haben, gelten als mehr oder weniger manipuliert.
Kommunalwahlen wurden erstmals Ende 1999 durchgeführt, die letzten Kommunalwahlen fanden am 17. Dezember 2004 statt.
Die Parlamentswahlen in Aserbaidschan 2005 am 6. November 2005 entsprachen nach Ansicht der OSZE-Wahlbeobachtungsmission nicht internationalen Standards. Die Wiederholungswahlen am 13. Mai 2006 genügten internationalen Standards ebenfalls nicht. Beide Wahlen gewann die Präsidentenpartei Neues Aserbaidschan.

Am 7. November 2010 wurde das Parlament wieder gewählt, der YAP-Vizechef Ali Ahmedow kündigte kurz nach Wahlschluss an, dass die Partei gesiegt habe. Opposition und Menschenrechtsorganisationen berichteten von Unregelmäßigkeiten.
Auch die Präsidentschaftswahl in Aserbaidschan 2008 wurde von der Opposition aufgrund von Behinderung beim Wahlkampf boykottiert.
1918, als Aserbaidschan erstmals als Demokratische Republik Aserbaidschan unabhängig wurde, erhielten Frauen das aktive und passive Wahlrecht. Dies wurde unter sowjetischer Verwaltung beibehalten und bei der erneuten Unabhängigkeit 1991 bestätigt.

## Verwaltung

Verwaltungsgliederung Aserbaidschans

Die Republik Aserbaidschan ist ein Zentralstaat. Sie gliedert sich administrativ in 1 Autonome Republik (Muxtar Respublika), 60 Rayons (Rayonlar) und 11 Städte (Şəhərlər). Die Autonome Republik Nachitschewan besitzt eine eigene Verfassung, eine eigene Regierung und ein eigenes Parlament. Sie gliedert sich wiederum in 7 Rayons und eine Stadt. Die Verwaltungschefs der Rayone werden vom Präsidenten ernannt.

## Militär
Der Oberbefehlshaber über das Militär ist der Staatspräsident. Es gibt kein Wehrdienstverweigerungsrecht. Der Wehrdienst dauert 1,5 Jahre, bei Hochschulabsolventen 1 Jahr.

## Reformansätze
Als Aserbaidschan unabhängig wurde, wurden zahlreiche Reformen durchgeführt. So wurde Aserbaidschan ein offiziell laizistischer Staat nach türkischem Modell, außerdem wurde mit türkischer Hilfe das Militär modernisiert und ein formal demokratischer Staat aufgebaut. Allerdings verstärkt sich seit der Präsidentschaft Heydər Əliyev sowie der Präsidentschaft seines Sohnes İlham Əliyev der Trend zu einem autoritären Staat.
Die Opposition in Aserbaidschan kritisiert oft die westlichen Industrieländer, da sie aus Sorge vor Energieknappheit in den eigenen Ländern (Aserbaidschan ist ein bedeutender Erdölexporteur) die Regierung in Baku nicht ausreichend unter Druck setzten, um die Demokratisierung in Aserbaidschan voranzutreiben. Der Parteivorsitzende der Volksfront-Partei Aserbaidschans, Əli Kərimli, sagte dazu: Solange es in Aserbaidschan keine Demokratie gibt, können die langfristigen Interessen Europas und der USA nicht sichergestellt werden.